# Geogenanthus
Geogenanthus es un género de plantas con flores de la familia Commelinaceae con 5 especies. Son nativas de Brasil.
Es una planta perenne pequeña herbácea que tiene las hojas basales de color marrón y las superiores de color verde oscuro. Las flores tienen la corola azulada y los estambres blancos.

## Especies seleccionadas
- Geogenanthus ciliatus
- Geogenanthus poeppigii
- Geogenanthus rhizanthus
- Geogenanthus undatus
- Geogenanthus wittianus